# قضیه ارنفست
قضیه ارنفست (انگلیسی: Ehrenfest theorem) مشتق زمانِ مقادیر مورد انتظارِ عملگرهای اندازهٔ حرکت (p) و موقعیت (x) به مقدار مورد انتظارِ نیروی وارد بر یک ذرهٔ دارای جرم که با یک پتانسیل اسکلر در حرکت است را بیان می‌دارد. قضیهٔ ارنفست حالتی اختصاصی از رابطهٔ میان مقادیر مورد انتظار هر عملگر مکانیک کوانتومی و کامیوت‌پذیری آن عملگر با عملگر هامیلتونی سیستم است.

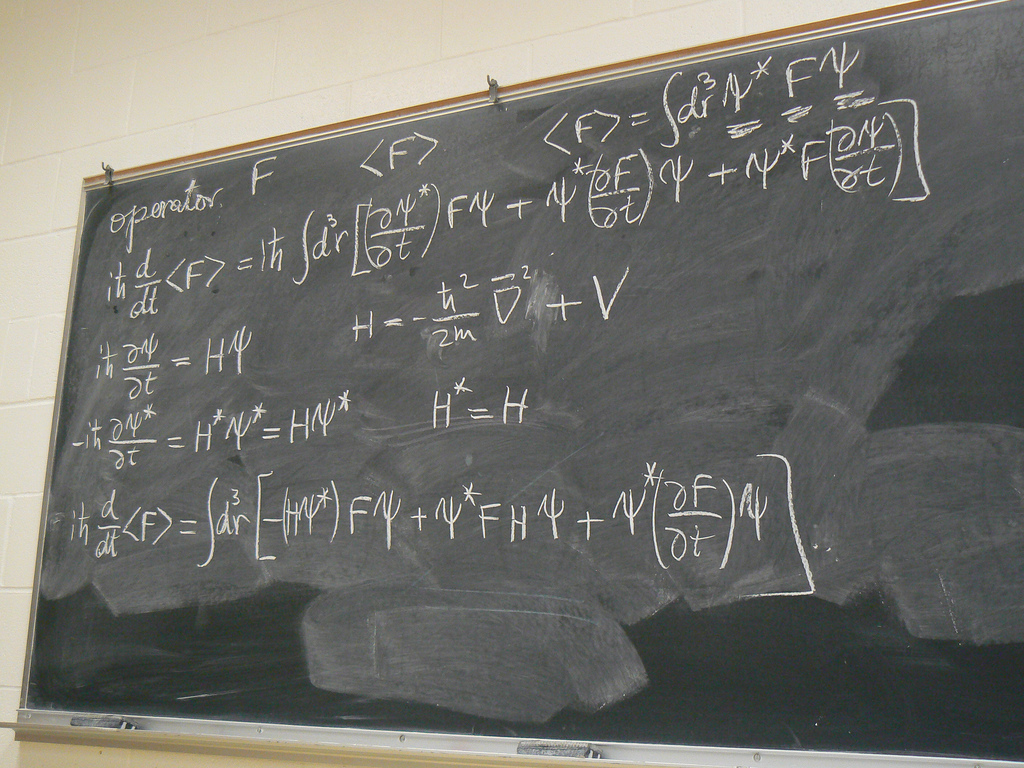
نمایی از معادلهٔ شروع اشتقاق قضیه ارنفست

اگر:
F =  −dV/dx

آنگاه:
{\displaystyle m{\frac {d}{dt}}\langle x\rangle =\langle p\rangle ,\;\;{\frac {d}{dt}}\langle p\rangle =-\left\langle {\frac {\partial V(x)}{\partial x}}\right\rangle ~.}